# Gurbanguly Berdimuhamedow
Gurbanguly Mälikgulyýewiç Berdimuhamedow (en ruso: Гурбангулы́ Мяликгулы́евич Бердымухаме́дов, en turcomano: Gurbanguly Berdimuhamedow; Gökdepe, RSS de Turkmenistán, Unión Soviética; 29 de junio de 1957), conocido antes de la adopción turcomana del alfabeto latino como Gurbangulí Berdimujamédov, es un odontólogo y político turcomano, quien fue presidente de la República de Turkmenistán desde el 21 de diciembre de 2006 hasta el 19 de marzo de 2022. Asumió el cargo tras la muerte de Saparmyrat Nyýazow. Perteneció al Partido Democrático de Turkmenistán, la única organización política legal entre 1991 y 2012.
Fiel a Nyýazow, había sido nombrado por él, vice primer ministro de Turkmenistán. Entre sus primeras acciones como presidente se dio la convocatoria de elecciones presidenciales sin la participación de la oposición para el 11 de febrero de 2007, en las cuales obtuvo el 89,23 % de los votos y fue ratificado en su cargo, aunque la oposición política denunció fraude masivo. Usa como apodo el título honorífico de Arkadag, en turcomano significa protector.
En su mandato buscó mejorar los sistemas de salud y educación, reducir los subsidios del Estado en gasolina, incrementar el acceso a Internet tanto en centros educativos como cafés y crear una zona turística en el mar Caspio. En febrero de 2012 fue reelegido presidente con el 97 % de los votos con la participación de 96,7 % de los electores y sin la presencia de observadores occidentales. Nuevamente, en 2017, en las primeras elecciones multipartidistas, volvió a imponerse con el mismo porcentaje. Berdimuhamedow señaló su intención de renunciar a la presidencia en marzo de 2022 después de unas elecciones presidenciales anticipadas y preparó a su hijo Serdar Berdimuhamedow para ser su sucesor.
De acuerdo a un reportaje de la BBC existe una estricta vigilancia policial en Turkmenistán; la situación económica de la gente común se ha debilitado pero no se sucederían protestas por temor a represalias tanto personales como colectivas hacia sus familiares. Según Rachel Denber de Human Rights Watch, organización defensora de derechos humanos, la situación en ese país es «pésima» y «no hay libertad de expresión, ni para congregarse, ni libertad religiosa».

## Biografía

### Primeros años
Berdimujamédov nació el 29 de junio de 1957, en Babarab, en lo que ahora es Gökdepe, en la provincia de Ahal, República Socialista Soviética de Turkmenistán, que en ese entonces, era parte de la antigua Unión Soviética, Se graduó en el Instituto de Medicina Estatal de Turkmenistán en 1979, e inició una carrera de dentista. También recibió un doctorado en ciencias médicas en Moscú. En 1992, tras la independencia de su país, ya se había convertido en parte de la Facultad de Odontología en el Instituto Médico.

### Ministro de Salud
En 1995, durante el gobierno de Saparmyrat Nyýazow, Berdimujamédov se convirtió en jefe del centro de odontología del Ministerio de Salud e Industria Médica. Posteriormente fue nombrado Ministro de Salud, y más tarde Vice primer ministro de la República, aunque seguía conservando el liderazgo del Ministerio de Salud.
En abril de 2004, Nyýazow suspendió el salario de Berdimujamédov, durante tres meses porque los trabajadores de la salud tampoco fueron pagados. Durante su mandato, el Ministerio de Salud es conocido por haber convencido a Nyýazow de cerrar todos los hospitales del país exceptuando los de Asjabad, en febrero de 2005, con la excusa de que las personas debían ir a la capital para recibir tratamiento, provocando una crisis de salud en las principales ciudades de la región.

### Presidente de Turkmenistán

#### Llegada al poder
El 21 de diciembre de 2006, Nyýazow, proclamado presidente vitalicio en 1999, falleció de un ataque al corazón. De acuerdo con la constitución turcomana, Öwezgeldi Ataýew, quien era Presidente de la Asamblea, debía asumir interinamente el Poder Ejecutivo hasta que se celebraran elecciones, sesenta días después del fallecimiento del mandatario incumbente. Sin embargo, el Consejo de Seguridad del Estado de Turkmenistán designó a Berdimujamédov, Vice primer ministro, como Presidente interino. La excusa dada para el salto constitucional fue que no se había podido elegir a Ataýew como Presidente interino debido a que se había iniciado un proceso criminal en su contra por acosar sexualmente a su nuera y conducirla a un intento de suicidio. También fue acusado de cometer abuso de poder y violaciones a los derechos humanos durante su ejercicio del cargo, por lo que Berdimujamédov firmó una orden considerándolo "incompatible" con el cargo que ocupaba, y con la presidencia interina.
A pesar de que estaba constitucionalmente impedido para participar en las elecciones presidenciales, ya que esta prohíbe al Presidente en funciones presentarse como candidato, el 24 de diciembre, el Consejo Popular Turcomano votó por unanimidad eliminar tal prescripción, haciéndolo elegible junto con los otros seis candidatos, todos del Partido Democrático de Turkmenistán, el único legal del país desde la independencia. Durante su interinato, el 26 de diciembre, Berdimujamédov se encargó de anunciar que las elecciones serían el 11 de febrero, y afirmó que realizarían "en la base democrática dejada por el gran líder Nyýazow", por lo que no legalizó los partidos políticos opositores. Según una nota publicada en Radio Free Europe, tratando de impulsar la participación de los votantes, las autoridades habrían advertido a los habitantes de la provincia de Lebap que no iban a conseguir sus raciones mensuales de harina si no votaban. Al mismo tiempo, por primera vez a los votantes de edad avanzada se les prometió "regalos" si participaban en la votación. Informes posteriores indicaron que el regalo consistía en varios tomos del libro de culto de Nyýazow, Ruhnama.
Berdimujamédov fue apoyado por la élite política, y los resultados oficiales mostraron que ganó con el 89,23% de los votos, de una participación supuestamente del 95%. Organizaciones internacionales de derechos humanos y comunicación alegaron que la elección fue fraudulenta.

#### Reformas políticas
Las primeras políticas de Berdimujamédov tras su llegada al poder consistieron en derogar las leyes más excéntricas del gobierno autocrático de Nyýazow, y realizar algunas reformas leves y liberales. Retiró la prohibición de la ópera, el circo y el ballet, alegando que el pueblo tenía derecho a manifestarse por medio del arte. Devolvió la libertad (con algunas restricciones) del pueblo para navegar por internet y reabrió los cibercafés de Asjabad. Sin embargo, la censura no se detuvo en la práctica y es muy común entre la población la autocensura. La educación obligatoria se amplió de nueve a diez años y las clases de deportes y lenguas extranjeras se reintrodujeron en el plan de estudios. El gobierno anunció planes para abrir varias escuelas especializadas en el arte. Más tarde, volvió a abrir la Academia de Ciencias de Turkmenistán, que había sido cerrada por Nyýazow. Sin embargo, también prohibió la importación de automóviles y camiones fabricados antes de 2000.
Berdimujamédov tomó también medidas para reducir el extenso culto a la personalidad en torno a Nyýazow. Ordenó poner fin a los desfiles elaborados con música y baile que anteriormente debían realizarse para dar la bienvenida al Presidente cuando llegaba a cualquier lugar, y dijo que la parte del "juramento sagrado de los turcomanos" que habla de que la lengua de quien hable mal de Turkmenistán o su Presidente debe marchitarse, no debe recitarse varias veces al día, pero se lo reservó para "ocasiones especiales". También renunció a su derecho a cambiar el nombre de puntos de interés, instituciones o ciudades, ampliamente utilizado por Nyýazow para aumentar el culto a su persona. Restauró el nombre de los meses del año por los anteriores del calendario tradicional, y los días de la semana, que Nyýazow había cambiado por nombres relacionados con su persona, su libro y su madre, y anunció planes para retirar o trasladar las numerosas estatuas de oro de su predecesor de la plaza central de Asjabad. Sin embargo, en 2015 una estatua de oro gigante de Berdimujamédov montado en un caballo sobre un acantilado de mármol blanco fue erigida en el mismo punto. En 2008, despidió a Akmyrat Rejepow, el jefe de seguridad del Presidente y su predecesor desde hacía muchos años y uno de los principales defensores del culto a la personalidad de Nyýazow.

Berdimujamédov junto al presidente iraní Hasán Rohaní.

Otras reformas realizadas por Berdimujamédov consistieron en la reducción de la discriminación racial ejercida por el gobierno de Nyýazow contra las minorías étnicas uzbeka y rusa, a los funcionarios del gobierno de origen étnico no turcomano que habían sido despedidos por Nyýazow se les permitió regresar al trabajo, lo que puso fin a la política racista de turcomanización, dirigida por Nyýazow, que pretendía dar al pueblo turcomano una identidad nacional después de años de dominación soviética. También restauró las pensiones de 100.000 personas de edad avanzada cuyas pensiones Niyazov había reducido excusándose con una crisis presupuestaria sin especificar.
A pesar de lo que se considera una ligera mejoría, las organizaciones de derechos humanos afirman que la situación del país en la práctica no ha mejorado demasiado y continúa habiendo múltiples violaciones a derechos fundamentales en Turkmenistán. De acuerdo con Human Rights Watch, Turkmenistán "sigue siendo uno de los países más represivos del mundo. El país está prácticamente cerrado al escrutinio independiente, los medios de comunicación y las libertades religiosas están sujetas a restricciones draconianas y los defensores de derechos humanos y otros activistas se enfrentan a la amenaza constante de represalias del gobierno". Los familiares y asociados de Berdimujamédov, según la misma organización, disfrutan de un poder ilimitado y ejercen un control total sobre todos los aspectos de la vida pública, además, se dice que el presidente ha cambiado el culto a la personalidad de Nyýazow por el suyo propio.

#### Institución del multipartidismo
Turkmenistán fue la única república de la Unión Soviética en no adoptar una forma de gobierno multipartidista (al menos nominalmente) tras su independencia. No hubo grandes esperanzas de cambio ni siquiera después de la muerte de Nyýazow. De hecho, Berdimujamédov se ha pronunciado explícitamente en contra de cualquier movimiento hacia la democracia al estilo occidental. Sin embargo, en 2012 permitió la formación de algunos partidos políticos de la oposición, entre ellos el Partido de Industriales y Empresarios, en agosto de ese mismo año. En 2013, Berdimujamédov renunció como miembro del Partido Democrático y alentó el sistema multipartidista, convirtiéndose en un candidato independiente. Sin embargo, los nuevos partidos han sido vistos por algunos sectores como una herramienta del predominante Partido Democrático para evitar críticas, más que como una agrupación real de oposición. Los partidos opositores proscritos antes de la reforma no han sido legalizados.
En febrero de 2017, se realizaron las primeras elecciones presidenciales con candidatos de varios partidos políticos. Las reformas constitucionales permitirían a Berdimujamédov seguir siendo presidente hasta después de los setenta años (antes constitucionalmente prohibido), y, de ser reelegido, seguir en el cargo hasta 2024. Nominalmente, ocho candidatos aparte de Berdimujamédov se disputaron la presidencia. Berdimujamédov participó como candidato independiente, pero aún apoyado por el Partido Democrático, y acabó recibiendo el 97.01% de los votos.

#### Política exterior

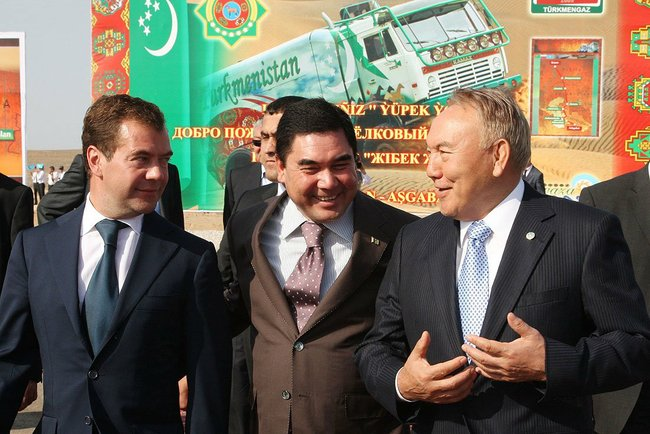
Berdimujamédov junto a Dmitri Medvédev, de Rusia, y Nursultán Nazarbáyev, de Kazajistán.

En su primer viaje presidencial en el extranjero, Berdimujamédov visitó Arabia Saudita a mediados de abril de 2007. Allí se realizó la peregrinación Umrah y se reunió con el rey Abdalá. Al final de ese mes visitó Rusia y se reunió con Vladímir Putin.
Berdimujamédov y el sucesor de Putin, Dmitri Medvédev, discutieron las perspectivas de ampliar aún más su comercio y las relaciones económicas. Se prestó especial atención a la cooperación en materia de energía y transporte. Ambas partes examinaron la aplicación de los acuerdos multilaterales sobre la construcción del gasoducto del Caspio y el desarrollo de instalaciones de transporte de gas existentes en Asia Central. También discutieron la organización de un servicio de tren-ferry directo a partir del puerto de Astracán. Berdimujamédov se ha comprometido a ampliar la tubería Pricaspiysky apoyada por Rusia, sin embargo esto aún no se ha producido.
Tras la muerte de Nyýazow, ha habido mucha especulación e incertidumbre sobre el destino de los recursos naturales de Turkmenistán. Turkmenistán es un país rico en gas natural, y actualmente vende la mayor parte de su gas a Rusia y Ucrania. Sin embargo, el reciente cambio de régimen plantea preguntas sobre si el nuevo clima político ayudaría a países como la República Popular China, la India, Irán y los Estados Unidos a desempeñar un papel más destacado en las relaciones turcomanas. Turkmenistán es un país socio del  programa de energía INOGATE de la Unión Europea, que tiene cuatro temas fundamentales: la mejora de la seguridad energética, la convergencia de los mercados de la energía de los Estados miembros sobre la base de los principios del mercado interior de energía de la UE, el apoyo a la energía sostenible para el desarrollo, y la inversión para proyectos de energía de interés común y regional.

## Críticas
Pese a los cambios implementados en su mandato, el gobierno de Berdimuhamedow es considerado por los observadores internacionales como "uno de los más opresivos" y "cerrados" del mundo. Freedom House ha colocado sistemáticamente a Turkmenistán en la parte inferior o cerca de ella de su clasificación de Libertad en el Mundo desde la independencia del país, una situación que ha continuado desde que Berdimuhamedow asumió el cargo. En 2017, el país fue uno de los 11 con las puntuaciones agregadas más bajas en materia de derechos políticos y civiles.
Reporteros sin Fronteras ha clasificado a Turkmenistán cerca de la parte inferior de su Índice de Libertad de Prensa durante la mayor parte del mandato de Berdimuhamedow, al igual que con Niyazov. En 2017, la organización situó a Turkmenistán en el puesto 178 de los 180 países analizados, por delante de Eritrea y Corea del Norte. La organización señaló que el acceso a internet está fuertemente censurado en el país. Aunque existe una ley que permite en teoría la constitución de canales de televisión privados, la organización indicó que estos solo pueden ser constituidos si muestran una "imagen positiva del país". En 2015, las autoridades ordenaron a los ciudadanos no instalar o utilizar antenas parabólicas, aparentemente para preservar la estética del paisaje urbano; los críticos consideraron la política como una herramienta para que los ciudadanos no puedan acceder a información proveniente de medios de comunicación no estatales.

## Protestas
Las protestas antigubernamentales son extremadamente raras en Turkmenistán, donde las autoridades reprimen brutalmente a los críticos al gobierno y activistas políticos. Sin embargo, pese a los riesgos, y a raíz del aumento de la pobreza, el desempleo y la escasez de alimentos, así como otras necesidades en los últimos años han llevado a algunos turcomanos a expresar su descontento con el gobierno de Berdimuhamedow.
Se reportaron pequeñas protestas el 28 de octubre de 2014, en varios distritos del país, donde los manifestantes acordonaron las autopistas a raíz de los graves problemas del suministro de gas.
El 13 de mayo de 2020, según medios independientes, se reportó una protesta pacífica en un distrito de la ciudad de Türkmenabat, donde los manifestantes, expresaron su frustración ante la inacción del gobierno para hacer frente a los daños causados por un huracán. Previamente, según medios independientes se registraron dos pequeñas protestas en la provincia de Mary a raíz de la escasez de harina y aceite vegetal. El 1 de noviembre de 2021, se reportó que un pequeño grupo de conductores de una empresa de transporte rechazaron ir a trabajar a raíz de las reglas impuestas por la empresa y el 5 de noviembre, vendedores y propietarios de un mercado organizaron una protesta espontánea contra las restricciones impuestas por el gobierno para frenar el contagio por coronavirus. El 2 de febrero de 2022, decenas de personas bloquearon por varias horas una importante autopista en la provincia de Mary, luego de que la policía intentara desmantelar un bazar improvisado.